# Jean Giono
Jean Giono (* 30. März 1895 in Manosque im Département Alpes-de-Haute-Provence; † 9. Oktober 1970 ebenda) war ein französischer Schriftsteller, der vor allem in seinen frühen Prosawerken naturreligiöse Vorstellungen vertrat und neben Frédéric Mistral und Marcel Pagnol als Schriftsteller seiner Heimat, der Provence, gilt.

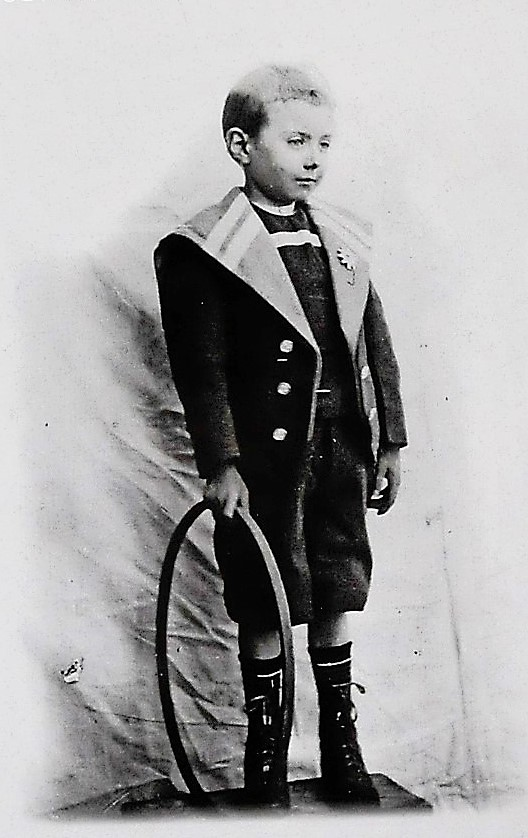
Jean Giono im Alter von etwa 5–7 Jahren, er lebte in 14, rue grande

## Leben und Werk
Jean Giono, Sohn eines Schusters und einer Büglerin, wuchs in Armut auf. Während seiner Schulzeit erkrankte sein Vater schwer, sodass er früh die Schule verließ und Geld verdienen musste. Aus dem Ersten Weltkrieg kehrte er unter dem Eindruck des Soldatentodes seines Freundes Louis David als Pazifist zurück. Neben seiner Erwerbsarbeit in einer Bank versuchte er sich als Romancier. Um 1930 debütierte er mit den Romanen Colline und Naissance de l’Odyssée (Die Geburt der Odyssee), die auf Anhieb Erfolg hatten. Die Verkaufserlöse versetzten ihn in die Lage, in Manosque ein Haus zu erwerben, Lou Paraïs genannt, und sich von da an ganz der Schriftstellerei zu widmen.
Im Jahr 1935 bildete sich bei einem Landaufenthalt um Giono und seinen Freund Lucien Jacques ein Gesprächskreis naturverbundener pazifistisch gesinnter Menschen, der die Cahiers du Contadour veröffentlichte. In dieser Zeit entdeckte Giono den amerikanischen Schriftsteller Herman Melville für den französischen Buchmarkt. Gemeinsam mit Jacques übersetzte Giono das Werk Moby Dick ins Französische. Das Buch erschien 1941 bei Gallimard. Der Beginn des Zweiten Weltkrieges am 1. September 1939 bedeutete das Ende der Jahrestreffen der Contadoureans.
Giono begegnete in Manosque während des Krieges der aus Köln emigrierten deutsch-jüdischen Schriftstellerin und Journalistin Luise Straus-Ernst, die einen Teil seines Romans Triomphe de la vie ins Deutsche übersetzte. Im Gegenzug gab er ihr den Rat, ihre Autobiographie, an der sie damals schrieb, Nomadengut (statt Laut gedacht) zu nennen. Sein Verhältnis zu Juden blieb dennoch zwiespältig, wie besonders aus seinem Journal de l'Occupation hervorgeht.
Schon vor dem Krieg als angeblicher Sympathisant hoher NS-Funktionäre, die seine naturverbundene Literatur schätzten, vorübergehend inhaftiert und von Angehörigen der Résistance persönlich attackiert, kam Giono nach der Befreiung Frankreichs (1944) wegen des Verdachts auf Kollaboration mit den deutschen Besatzern erneut für fünf Monate in Haft. Anklage wurde nie erhoben, gleichwohl erschien Gionos Name auf der Schwarzen Liste, sodass er bis 1947 der Möglichkeit zu publizieren beraubt war. 1954 wurde er schließlich in die renommierte Académie Goncourt aufgenommen.
Neben Jacques war Giono mit dem Essayisten Jean Guéhenno, dem Maler Georges Gimel und dem Schriftsteller André Gide befreundet, der ihn einmal den Vergil der Provence nannte. Von den Kriegsjahren 1914–1918 abgesehen lebte Giono stets in seiner provenzalischen Heimat. Ein Parisaufenthalt 1929 konnte ihn darin nur bestärken. Er liebte die Natur, entsprechend pries er in seinen Werken, die häufig in der Haute Provence spielen, neben der antiken Mythologie das schlichte Leben der erdverbundenen Bauern und Hirten. Mit seiner poetisch-pantheistischen Botschaft gewann er in den 1930er Jahren besonders unter der Jugend zahlreiche Anhänger.
Gionos Roman Que ma joie demeure (Bleibe, meine Freude), 1935 erschienen, sei damals „eher als philosophisches Handbuch für eine neue Lebenskunst denn als literarisches Werk aufgenommen“ worden, erklärt Kindlers Neues Literaturlexikon. „Aus diesem Grund kam es zu manchen Konflikten zwischen Giono und seinem begeisterten Publikum, denn der Autor mußte viele Leser enttäuschen, die sich ratsuchend an ihn wandten.“
Im Ton nüchterner, dafür von komplizierterer Bauart waren Gionos Nachkriegswerke, in denen nun, statt der Natur, der Mensch im Vordergrund stand. Die Literaturkritik spricht diesbezüglich von seiner Stendhal-Periode. Das stärkste Echo erzielte er mit dem Roman Le Hussard sur le toit (Der Husar auf dem Dach) von 1951, der mehrmals verfilmt wurde.

## Nachleben
Nach Jean Giono ist der Literaturpreis Prix Jean Giono benannt.

## Werke
- Ernte. Aus dem Französischen übersetzt von Ferdinand Hardekopf. Fischer, Berlin 1931
- Der Hügel. Rütten & Loening, Frankfurt am Main 1931
- Le Grand Troupeau. 1931
  - Deutsche Ausgabe: Die große Herde. Aus dem Französischen übersetzt von Ferdinand Hardekopf. Fischer, Berlin 1932
- Der Berg der Stummen. Aus dem Französischen übersetzt von Käthe Rosenberg. Fischer, Berlin 1933
- Jean le bleu. 1932
  - Deutsche Ausgabe: Der Träumer. Aus dem Französischen übersetzt von Käthe Rosenberg. Fischer, Berlin 1934
- Einsamkeit des Mitleids. Erzählungen. Aus dem Französischen übersetzt von Ferdinand Hardekopf. Fischer, Berlin 1934
- Le Chant du monde. Gallimard, Paris 1934
  - Deutsche Ausgabe: Das Lied der Welt. Aus dem Französischen übersetzt von Ruth Gerull-Kardas. Fischer, Berlin 1935
- Lebendige Wasser. Fischer, Berlin 1935
- Die Geburt der Odyssee. Roman. Aus dem Französischen übersetzt von Walter und Ruth Gerull-Kardas. Fischer, Berlin 1936
- Le Serpent d'étoiles.
  - Deutsche Ausgabe: Die Sternenschlange. Erzählung. Aus dem Französischen übersetzt von Ruth und Walter Gerull-Kardas. Fischer, Berlin 1937
- Taube Blüten. Novellen. Aus dem Französischen übersetzt von Ruth und Walter Gerull-Kardas. Bermann-Fischer, Wien 1937
- Que ma joie demeure. Éditions Grasset & Fasquelle, Paris 1990
  - Deutsche Erstausgabe: Bleibe, meine Freude. Roman. Aus dem Französischen übersetzt von Ruth und Walter Gerull-Kardas. Bermann-Fischer, Wien 1937
  - Deutsche Neuausgabe: Bleibe, meine Freude. Roman. Matthes & Seitz, München 1994, ISBN 3-88221-794-4.
- Vom wahren Reichtum. Aus dem Französischen übersetzt von Ruth und Walter Gerull-Kardas. Mit 112 Photos von Gerull-Kardas. Büchergilde Gutenberg, Zürich/Wien/Prag 1937
- Batailles dans la montagne.[2]
  - Deutsche Ausgabe: Bergschlacht. Roman. Übersetzung von Ruth und Walter Gerull-Kardas. Bermann-Fischer, Stockholm 1939[2]
- Pour saluer Melville.
  - Deutsche Ausgabe: Melville zum Gruß. Vision einer Begegnung. Aus dem Französischen übersetzt von Walter Gerull-Kardas. Goverts, Hamburg 1944 (Auslandsauflage)[10]
- Triumph des Lebens. Roman eines Films. Aus dem Französischen übersetzt von Hety Benninghoff und Ernst Sander. Bachmair, Stöcking 1949
- Les Âmes fortes.
  - Deutsche Ausgabe: Die starken Seelen. Roman. Aus dem Französischen übersetzt von Richard Herre. Kiepenheuer & Witsch, Köln/Berlin 1957
- Die große Meeresstille. Roman. Aus dem Französischen übersetzt von Hety Benninghoff und Ernst Sander. Bachmair, Söcking 1949
- Die Nonna. Roman. Aus dem Französischen übersetzt von Richard Herre. Cotta, Stuttgart 1950
- Ein Mann allein. 1951
- Le Hussard sur le toit. 1951
  - Deutsche Ausgabe: Der Husar auf dem Dach. 1955
- In Italien, um glücklich zu sein. 1955
- Die polnische Mühle. 1957
- Die Affäre Dominici
- Das unbändige Glück. 1959
- Provence perdue. 1965–1967
- Ennemonde. 1968
- Die Terrassen der Insel Elba
- Der Schotte
- Der Mann, der Bäume pflanzte
- Angelo Pardi
- Die Leidenschaft des Herzens. 1982
- Der Deserteur. 1992

## Verfilmungen
Literarische Vorlage
- 1934: Angèle (nach Un de baumugnes)
- 1937: Das Mädchen und der Scherenschleifer (nach Regain)
- 1938: Des anderen Weib (nach La femme du boulanger)
- 1958: Wenn die Flut kommt (nach L’eau vive) – Regie: François Villiers
- 1962: Grausame Hände / auch: F.L.A.S.H. (nach Les grands chemins)
- 1965: Und die Wälder werden schweigen (nach Le chant du monde)
- 1990: Der Mann der Bäume pflanzte (nach L’homme qui plantait des arbres) youtube.com
- 1995: Der Husar auf dem Dach (nach Le hussard sur le toit)
- 2001: Die starken Seelen (nach Les âmes fortes)

Drehbuch
- 1963: Ein König allein (nach Un roi sans divertissement)
- 1968: Stern des Südens / The Southern Star

## Briefwechsel
- mit André Gide, Lyon 1983
- mit Lucien Jacques, Paris 1981 und 1983
- mit Pierre Citron und Jean Guéhenno, Paris 1991
- mit Jean Paulhan, Paris 2000

## Filmdokumentationen
- Ein provencalischer Pan. Der Schriftsteller Jean Giono. Deutsche TV-Dokumentation von Vera Botterbusch, 45 Minuten, BR 1989.
- Le Mystère Giono. Dokumentation von Jacques Mény, 1995.

## Features
- Sabine Korsukéwitz: Das wilde Herz der Provence. Die Haute Provence bei Jean Giono und Pierre Magnan. Deutschlandradio Kultur, 14. Juni 2005.